# مصيرنا واحد
مصيرنا واحد والمعروفة أيضًا باسم خليجنا واحد؛ أنشودة وطنية كويتية، تعد اليوم نشيدًا وطنيًا خليجيًا، وقد كُتِبت بالمحكية الخليجية من قبل الشاعر الكويتي عبد اللطيف البناي ولحنها الموسيقار الكويتي مرزوق المرزوق وقدمتها فرقة التلفزيون للفنون الشعبية الكويتية في ديسمبر من عام 1984 بمناسبة انعقاد القمة الخليجية الخامسة في الكويت. وقد اشتهرت باسم «أنا الخليجي» بسبب مقدمة مطلعها الثاني، مع أن هذا الاسم هو لأنشودة أنا الخليجي التي كتبها أيضًا عبد اللطيف البناي ولحنها الموسيقار يوسف المهنا وقدمها كل من عبد المحسن المهنا وعبد الكريم عبد القادر ونوال الكويتية في ذات المناسبة.